# Джон Карпентер
Джон Говард Карпентер (англ. John Howard Carpenter; нар. 16 січня 1948) — американський кінорежисер, сценарист, продюсер, кінокомпозитор та актор. Карпентер справив значний вплив на розвиток популярного голлівудського кінематографу наприкінці XX століття.

## Біографія
Джон Карпентер народився 16 січня 1948 року в містечку Картадже, штат Нью-Йорк, США, а виріс в штаті Кентуккі, в місті Боулінг Грін. Карпентер навчався спочатку в Західному університеті Кентуккі, де його батько очолював музичний факультет, а потім в Університеті Південної Кароліни, де він ще студентом виступив як режисер, сценарист (спільно з продюсером Джоном Лонгенекером) і монтажер короткометражний фільм «Повернення Бронко Біллі», який виграв «Оскар» в 1970 році.
Знімати Карпентер почав ще у вісім років, намагаючись домашньою кінокамерою зробити фантастичний фільм під назвою «Гордон — космічне чудовисько!» (Gordon The Space Monster!), а в 1971 році разом зі своїм товаришем по студентській лаві Деном О'Беноном (Dan O'bannon) він робить короткометражну фантастичну комедію «Темна зірка», яка пізніше «виросла» в повнометражний фільм з бюджетом в 60 тис. доларів і вийшла на екрани в 1974 році. Через два роки в кінотеатрах з'являється наступна робота режисера — поліцейський фільм «Напад на 13-й відділок», а в проміжку перед цими фільмами Джон Карпентер зібрав довкола себе ще двох таких же молодих режисерів Томмі Лі Уелліса (Tommy Lee Wallace) і Ніка Кастла (Nick Castle) і створює музичний гурт під назвою «The Coupe de Villes».
Наступною своєю картиною «Хелловін» (1978) Карпентер не лише дав старт цілому циклу картин, але і привніс в американський кінематограф новий жанр у фільмах жахів — «слешер» (slasher), який можна перевести як «потрошилка». «Хелловін» є страшний фільм про маніяка-вбивцю, який втік з психіатричної лікарні і розправляється з жертвами під час Хелловіна — Переддня Дня Всіх Святих. Створена з бюджетом в 320 тисяч доларів, картина зуміла в прокаті зібрати 35 мільйонів чистого прибутку, і тим самим на багато років залишалася найуспішнішим в комерційному плані фільмом, створеним на незалежній студії. А через рік, в 1979-му році, після одруження з акторкою Едріенне Барбе (Adrienne Barbeau), яка в 1983 році народила сина Коді (Cody Carpenter), режисер випускає ще один фільм жахів «Туман» (1980), дія якого відбувається в приморському містечку, атакованому силами зла. І хоча цей фільм не був особливо успішним, з 1981 року протягом трьох років Карпентер робить цілу обойму фантастичних стрічок.
Перша — «Втеча з Нью-Йорка» (1981) — розповідає про те, як грабіжник Змій Пліскін, роль якого виконав Курт Расселл (надалі Расселл ще не раз зніматиметься у цього режисера і стане його хорошим другом), вирушає на виручку узятого в заручники президента США в місто-в'язницю Нью-Йорк. Цей фільм вже «важив» 6 мільйонів доларів, які з лишком окупилися навіть в одній Америці (25 мільйонів). Наступні проекти режисера були такі ж успішні: «Щось» (1982, по розповіді Джона Кемпбелла «Хто там?»), «Крістіна» (1983, екранізація відомого романа Стівена Кінга) і романтична картина «Людина з зірки» (1984). У тому ж 1984 року він розлучається зі своєю дружиною і протягом двох років від Карпентера ні слуху, ні духу. Але вже в 1986 році він ставить чудовий фільм «Великий переполох у малому Китаї» з Куртом Расселлом в головній ролі. У цій містичній стрічці на тлі східної атрибутики головний герой — звичайний водій — потрапляє в горнило розбирань могутніх магів, що влаштувалися на території Чайна-таун в Нью-Йорку. А каменем спотикання всього переполоху була красива китайська дівчина із зеленими очима. Але, як часто буває в американському прокаті, ця картина виявилася великим комерційним провалом режисера.
Після «Переполоха» Карпентер розриває контракти з великими кіностудіями і вирушає на вільні хліби. Він ставить фантастичні стрічки з невисоким бюджетом «Принц темряви» (1987), «Вони живуть серед нас» (1988) і «Спогади людини-невидимки» (1992, з коміком Чеві Чейзом в головній ролі). Вони не стали хітами, хоча були досить цікаві. У 1990 році Карпентер другий раз вирішує випробувати долю з жінкою і одружується на Сенді Кінг (Sandy King). Шлюб виявляється вдалим (подружжя і до цього дня живуть разом), а в творчому відношенні у нього настає криза. За п'ять років він не випускає жодного повнометражного фільму, пішовши на телебачення, де знімає телесеріал «Мішки для трупів» (1993), в якому виступає в ролі похмурого і смішного патологоанатома, виступає в ролі композитора і інше. Повернення Карпентера у велике кіно сталося в 1995 році. Він знімає два фантастичні фільми «У пащі божевілля» і «Прокляте селище», які з тріском провалюються в прокаті.
Ці удари зломили Карпентера, і він вимушений піти у найми до влади Великих Студій, на багатомільйонні бюджети і обмеження режисерських свобод. Тому наступні роботи режисера все як одна відповідають всім канонам індустрії прибуткових фільмів. Такими є сиквел «Втеча з Лос-Анджелеса» (1996), містичний бойовик «Вампіри» (1998) і космічний фільм «Привиди Марса» (2001).

## Фільмографія
| Рік       |    | Українська назва                  | Оригінальна назва                                        | Роль                                            |
| --------- | -- | --------------------------------- | -------------------------------------------------------- | ----------------------------------------------- |
| 1962      | кф | Помста колосальних чудовиськ      | Revenge of the Colossal Beasts                           | режисер                                         |
| 1963      | кф | Напад з космосу                   | Terror from Space                                        | режисер                                         |
| 1969      | кф | Воїн і Демон                      | Warrior and the Demon                                    | режисер                                         |
| 1969      | кф | Чаклун з космічного простору      | Sorceror from Outer Space                                | режисер                                         |
| 1969      | кф | Горго проти Годзілли              | Gorgo Versus Godzilla                                    | режисер                                         |
| 1969      | кф | Гордон, космічний монстр          | Gorgon, the Space Monster                                | режисер                                         |
| 1970      | кф | Повернення Бронко Біллі           | The Resurrection of Broncho Billy                        | сценарист, композитор, монтажер                 |
| 1973      | ф  | Останній фокстрот в Бербанку      | Last Foxtrot in Burbank                                  | монтажер                                        |
| 1974      | ф  | Темна зірка                       | Dark Star                                                | режисер, продюсер, сценарист, композитор, актор |
| 1976      | ф  | Напад на 13-й відділок            | Assault on Precinct 13                                   | режисер, сценарист, композитор, монтажер, актор |
| 1978      | ф  | Хелловін                          | Halloween                                                | режисер, продюсер, сценарист, композитор, актор |
| 1978      | ф  | Очі Лаури Марс                    | Eyes of Laura Mars                                       | сценарист                                       |
| 1978      | тф | Хтось стежить за Мною!            | Someone's Watching Me!                                   | режисер, сценарист                              |
| 1978      | тф | Зума-Біч                          | Zuma Beach                                               | сценарист                                       |
| 1979      | тф | Краще пізно, ніж ніколи           | Better Late Than Never                                   | сценарист                                       |
| 1979      | тф | Елвіс                             | Elvis                                                    | режисер                                         |
| 1980      | ф  | Туман                             | The Fog                                                  | режисер, сценарист, композитор, актор           |
| 1981      | ф  | Втеча з Нью-Йорка                 | Escape from New York                                     | режисер, сценарист, композитор, актор           |
| 1981      | ф  | Хелловін 2                        | Halloween II                                             | продюсер, сценарист, композитор                 |
| 1982      | ф  | Хелловін 3: Сезон відьом          | Halloween III: Season of the Witch                       | продюсер, сценарист, композитор                 |
| 1982      | ф  | Щось                              | The Thing                                                | режисер, актор                                  |
| 1983      | ф  | Крістіна                          | Christine                                                | режисер, композитор                             |
| 1984      | ф  | Людина з зірки                    | Starman                                                  | режисер, актор                                  |
| 1984      | ф  | Філадельфійський експеримент      | The Philadelphia Experiment                              | продюсер                                        |
| 1986      | ф  | Хлопчик, який міг літати          | The Boy Who Could Fly                                    | актор                                           |
| 1986      | ф  | Схід «Чорного Місяця»             | Black Moon Rising                                        | продюсер, сценарист                             |
| 1986      | ф  | Великий переполох у малому Китаї  | Big Trouble in Little China                              | режисер, композитор, актор                      |
| 1987      | ф  | Принц темряви                     | Prince of Darkness                                       | режисер, сценарист, композитор                  |
| 1988      | ф  | Вони живуть                       | They Live                                                | режисер, сценарист, композитор, актор           |
| 1989      | ф  | Хелловін 5: помста Майкла Маєрса  | Halloween 5                                              | сценарист                                       |
| 1990      | тф | Диявол                            | El Diablo                                                | сценарист                                       |
| 1991      | тф | Кривава річка                     | Blood River                                              | сценарист                                       |
| 1992      | ф  | Спогади людини-невидимки          | Memoirs of an Invisible Man                              | режисер, актор                                  |
| 1993      | тф | Мішки для трупів                  | Body Bags                                                | режисер, продюсер, композитор, актор            |
| 1994      | ф  | Мовчання шинки                    | The Silence of the Hams італ. Il silenzio dei prosciutti | актор                                           |
| 1994      | ф  | У пащі божевілля                  | In the Mouth of Madness                                  | режисер, композитор                             |
| 1995      | ф  | Прокляте селище                   | Village of the Damned                                    | режисер, композитор, актор                      |
| 1995      | ф  | Хелловін 6: проклін Майкла Маєрса | Halloween: The Curse of Michael Myers                    | сценарист                                       |
| 1996      | ф  | Втеча з Лос-Анджелеса             | Escape from L.A.                                         | режисер, сценарист, композитор                  |
| 1998      | ф  | Вампіри                           | Vampires                                                 | режисер, композитор                             |
| 1998      | ф  | Хелловін: 20 років потому         | Halloween H20: 20 Years Later                            | сценарист                                       |
| 1999      | тф | Тихі хижаки                       | Silent Predators                                         | сценарист                                       |
| 2001      | ф  | Привиди Марса                     | Ghosts of Mars                                           | режисер, сценарист, композитор                  |
| 2002      | ф  | Хелловін: Воскресіння             | Halloween: Resurrection                                  | сценарист                                       |
| 2002      | ф  | Вампіри 2: День мертвих           | Vampires: Los Muertos                                    | продюсер                                        |
| 2005      | ф  | Туман                             | Туман                                                    | продюсер, сценарист                             |
| 2005      | ф  | Напад на 13-ту дільницю           | Assault on Precinct 13                                   | сценарист                                       |
| 2005—2006 | с  | Майстри жахів                     | Masters of Horror                                        | режисер                                         |
| 2007      | ф  | Хелловін                          | Halloween                                                | сценарист                                       |
| 2010      | ф  | Палата                            | The Ward                                                 | режисер                                         |
| 2021      | ф  | Хелловін вбиває                   | Halloween Kills                                          | композитор                                      |
| 2022      | ф  | Та, що породжує вогонь            | Firestarter                                              | композитор                                      |
| 2022      | ф  | Хелловін закінчується             | Halloween Ends                                           | композитор                                      |